# Smarthistory
Smarthistory (part de la Khan Academy des d'octubre de 2011) és un web-book multimèdia d'accés gratuït sobre història de l'art. El van crear Beth Harris i Steven Zucker que també en són editors. Al començament era un blog d'audioguies per utilitzar al Museu Metropolità d'Art i al Museu d'Art Modern de Nova York.
Més endavant, Smarthistory es va expandir i també inclou vídeos, diapositives, imatges, aplicacions mòbils, mitjans socials i contingut escrit, creat tant pels seus fundadors com també per historiadors de l'art.